# Abel Hernández i Sánchez
Abel Hernández i Sánchez (Vic, 4 de novembre de 1934 - Barcelona, 4 de febrer de 2009) fou un futbolista i metge català.

## Trajectòria esportiva
De jove compaginà la carrera de futbolista amb els estudis a la facultat de Medicina. Començà a jugar al futbol a la Unió Esportiva Vic, de la seva ciutat natal, d'on passà al CE Sabadell on romangué durant dues temporades, fins al 1957, any en què ingressà al RCD Espanyol, club on passà la major part de la seva carrera esportiva. Jugava de defensa central. Fou un dels homes que assolí el retorn a primera divisió amb l'Espanyol la temporada 1962-63. Romangué a l'Espanyol fins al 1965. Fou un cop internacional amb la selecció espanyola B enfront Luxemburg.
Pel que fa a la medicina, fou traumatòleg, essent metge del CE Sabadell i del Badalona. El 3 de desembre de 1989 se celebraren les primeres eleccions democràtiques al RCD Espanyol i Abel Hernández hi participà com a candidat a la presidència del club, finalitzant en darrera posició superat per Juli Pardo, Manuel Meler i Pablo Ornaque.